# Joël Brandt
Joël Brandt (Amsterdam, 10 maart 1988) is een Nederlandse basketballer die speelde voor diverse clubs in de regio Amsterdam in de Dutch Basketball League (DBL) en de Promotiedivisie.

## Carrière
Vanaf seizoen 2007-2008 maakte Brandt deel uit van de jeugd van MyGuide Amsterdam, waar hij tot 2011 speelde. Na het faillissement van de Amsterdamse organisatie besloot hij naar het Spaanse CBA te gaan. Begin 2012 keerde Brandt terug naar Amsterdam om in de Promotiedivisie te spelen bij BC Apollo. In de finalewedstrijd tegen Binnenland Barendrecht had Brandt een belangrijk aandeel in de slotfase van de wedstrijd, waardoor hij met zijn team kampioen zou worden in de Promotiedivisie. Met Apollo promoveerde hij door naar het hoogste niveau waar hij zijn debuut in seizoen 2012-2013 maakte. Na twee seizoenen Apollo vertrok Brandt samen met teamgenoot Berend Weijs naar Landslake Lions in Landsmeer voor twee seizoenen. Nog één keertje keerde Brandt vervolgens terug naar de hoofdstad op het hoogste niveau.